# Dave Smith (Leichtathlet)
Dave Smith (eigentlich David Smith; * 21. Juni 1962 in Kingston upon Hull) ist ein ehemaliger britischer Hammerwerfer.
1986 siegte er für England startend bei den Commonwealth Games in Edinburgh. Bei den Leichtathletik-Europameisterschaften 1986 in Stuttgart, den Leichtathletik-Weltmeisterschaften 1987 in Rom und den Olympischen Spielen 1988 in Seoul schied er in der Qualifikation aus. 1990 gewann er Silber bei den Commonwealth Games in Auckland.
Fünfmal wurde er Englischer Meister (1984–1988) und viermal Britischer Meister (1984, 1985, 1987, 1988). Seine Bestleistung von 77,30 m stellte er am 13. Juli 1985 in London auf.
Sein Sohn Alexander Smith ist ebenfalls als Hammerwerfer erfolgreich.